# Hystrix crassispinis
Espèce
Statut de conservation UICN

 LC  : Préoccupation mineure
Le porc-épic de Bornéo (Hystrix crassispinis) est une espèce de porcs-épics appartenant au genre Hystrix.
On retrouve cette espèce sur une grande partie de l'île de Bornéo. 

## Population
C'est une espèce répandue et commune dans son pays.

## Menaces
Le porc-épic de Bornéo ne semble subir aucune réelle menace, bien qu'il soit chassé par les populations locales.